# Liste von Bergen in den Pyrenäen

Topographische Karte der Pyrenäen

Die Liste von Bergen in den Pyrenäen führt eine Auswahl von Bergen und Erhebungen in den Pyrenäen.
Die Pyrenäen (spanisch Pirineos, französisch Pyrénées, baskisch Pirinioak, katalanisch Pirineus, aragonesisch Perinés und okzitanisch Pirenèus) sind eine rund 430 Kilometer lange Gebirgskette, die die Iberische Halbinsel im Süden vom übrigen Europa im Norden trennt.

## Lage
Die Staatsgrenzen zwischen Frankreich und Spanien sowie Andorra folgen im Wesentlichen dem Gebirgskamm. Auf französischer Seite liegen die Pyrenäen in den Départements Pyrénées-Atlantiques, Hautes-Pyrénées, Ariège und Pyrénées-Orientales sowie auf spanischer Seite in den Autonomen Gemeinschaften Baskenland, Navarra, Aragonien und Katalonien.

## Gipfel

### 3000 Meter und höher
Die Gipfel, die das 3000-Meter-Kriterium erfüllen, wurden von einem von der Union Internationale des Associations d’Alpinisme (UIAA; „Internationale Union der Alpinismusvereinigungen“) gesponserten französisch-spanischen Gemeinschaftsteam unter der Leitung von Juan Buyse definiert und in elf Zonen aufgeteilt.
Erklärung: Lage =  Frankreich/Region/Département/Gemeinde,  Spanien/Autonome Gemeinschaft/Provinz/Gemeinde; Höhe in Meter über dem Meeresspiegel; K = Koordinaten, Klick auf das Symbol öffnet die Kartenauswahl; E = Ergänzungen: Referenzen, C = Link zu den Commons
| Name | Lage                                                                                              | K                                  | Höhe | Bemerkungen | Foto | E |
| --- | ------------------------------------------------------------------------------------------------- | ---------------------------------- | ---- | --- | ---- | - |
| Pico Aneto | Spanien, Aragonien, Provinz Huesca 0Maladeta-Massiv                                               | 42.632222222222 0.65777777777778   | 3404 | • höchster Berg der Pyrenäen • dritthöchster Berg Spaniens • Erstbesteigung: 20. Juli 1842                           |      | C |
| Pic Posets • auch Tuca Llardana                                                                                      | Spanien, Aragonien, Provinz Huesca                                                                | 42.65473 0.43387                   | 3375 | • zweithöchster Berg der Pyrenäen • Erstbesteigung: 6. August 1856                                                   |      | C |
| Monte Perdido • französisch Mont Perdu • aragonesisch As Tres Serols                                                 | Spanien, Aragonien, Provinz Huesca                                                                | 42.676488 0.033216                 | 3355 | • dritthöchster Berg der Pyrenäen • Erstbesteigung: 1791 • seit 1997 Teil des UNESCO-Welterbes                       |      | C |
| Punta de Astorg • französisch Pointe d'Astorg • katalanisch Punta d'Astorg • baskisch Astorg Tontorra                | Spanien, Aragonien, Provinz Huesca                                                                | 42.640277777778 0.64472222222222   | 3355 | |      | C |
| Pico Maldito | Spanien, Aragonien, Provinz Huesca                                                                | 42.639722222222 0.64               | 3350 | |      | C |
| Epaule de l'Aneto | Spanien                                                                                           |                                    | 3350 | |      |   |
| Pico del Medio | Spanien, Aragonien, Provinz Huesca                                                                | 42.638611111111 0.64555555555556   | 3346 | |      | C |
| Pico Espadas | Spanien, Aragonien, Comarca Ribagorza                                                             | 42.650986111111 0.42777777777778   | 3332 | |      | C |
| Cilindro de Marboré                                                                                                  | Spanien, Aragonien, Provinz Huesca                                                                | 42.684722222222 0.023888888888889  | 3328 | • Erstbesteigung: 1864                                                                                               |      | C |
| Maladeta • aragonesisch Pic de la Maladeta • spanisch Pico de la Maladeta                                            | Spanien, Aragonien, Provinz Huesca 0Parque Natural Posets-Maladeta                                | 42.647222222222 0.63944444444444   | 3308 | • Erstbesteigung: 29. September 1817                                                                                 |      | C |
| Vignemale | Frankreich, Hautes-Pyrénées, Cauterets Spanien, Aragonien, Provinz Huesca                         | 42.77507 -0.149238                 | 3298 | • höchster französischer Pyrenäen-Gipfel • Erstbesteigung: 2. August 1792 • erste Winterbesteigung: 11. Februar 1869 |      | C |
| Pico de Coronas • katalanisch Pic de Coronas • baskisch Coronas Tontorra                                             | Spanien, Aragonien, Provinz Huesca                                                                | 42.637777777778 0.64916666666667   | 3293 | |      | C |
| Pico (de las) Tempestades                                                                                            | Spanien, Aragonien, Provinz Huesca                                                                | 42.646388888889 0.64027777777778   | 3290 | |      |   |
| Clot de la Hount • auch pic du clot de la Hount                                                                      | Frankreich, Hautes-Pyrénées Spanien, Aragonien, Provinz Huesca                                    | 42.773055555556 0.14972222222222   | 3289 | |      | C |
| Soum de Ramond • spanisch Pico de Añiscio                                                                            | Spanien, Aragonien, Provinz Huesca                                                                | 42.670555555556 0.041666666666667  | 3258 | |      | C |
| Pic Occidental Maladeta Höchster Gipfel                                                                              | Spanien                                                                                           |                                    | 3254 | |      |   |
| Pic du Marboré spanisch El Marborè                                                                                   | Frankreich, Hautes-Pyrénées Spanien, Aragonien, Provinz Huesca                                    | 42.692777777778 0.011666666666667  | 3248 | • Erstbesteigung: 24. September 1865                                                                                 |      | C |
| Cerbillona | Frankreich, Hautes-Pyrénées Spanien, Aragonien, Provinz Huesca                                    | 42.769166666667 0.14972222222222   | 3247 | |      | C |
| Pic Margalida | Spanien                                                                                           |                                    | 3241 | |      |   |
| Pic central | Frankreich, Hautes-Pyrénées Spanien, Aragonien, Provinz Huesca                                    | 42.768611111111 0.14555555555556   | 3235 | |      | C |
| Perdiguero | Frankreich, Haute-Garonne Spanien, Aragonien, Provinz Huesca                                      |                                    | 3222 | • höchster Berg des Dép. Haute-Garonne • Erstbesteigung: 1817                                                        |      | C |
| Pic Occidental Maladeta Mittlerer Gipfel                                                                             | Spanien                                                                                           |                                    | 3220 | |      |   |
| Pic de Montferrat | Frankreich, Hautes-Pyrénées Spanien, Aragonien, Provinz Huesca                                    | 42.766944444444 0.13833333333333   | 3219 | • Erstbesteigung: 1. August 1792                                                                                     |      | C |
| Pic Russel | Spanien                                                                                           |                                    | 3205 | |      |   |
| Pointe Chausenque katalanisch Punta Chausenque                                                                       | Frankreich, Hautes-Pyrénées                                                                       | 42.773611111111 0.14166666666667   | 3204 | • Erstbesteigung: 30. Juni 1822                                                                                      |      | C |
| Piton Carré | Frankreich, Hautes-Pyrénées                                                                       | 42.773333333333 0.14444444444444   | 3197 | |      | C |
| Pic Long | Frankreich, Hautes-Pyrénées, Saint-Lary-Soulan 0Massif du Néouvielle                              | 42.801111111111 0.10027777777778   | 3192 | • Erstbesteigung: 13. August 1890                                                                                    |      | C |
| Pic Occidental Maladeta Niedrigster Gipfel                                                                           | Spanien                                                                                           |                                    | 3185 | |      |   |
| Pic le Bondidier • baskisch Le Bondidier Tontorra                                                                    | Spanien, Aragonien, Provinz Huesca, Benasque                                                      | 42.648888888889 0.62722222222222   | 3185 | |      |   |
| Pic Schrader • spanisch Punta Schrader/Gran Bachimala • baskisch Schrader                                            | Frankreich, Hautes-Pyrénées Spanien, Aragonien                                                    | 42.698519444444 0.39447777777778   | 3177 | • Erstbesteigung: 11. August 1878 • benannt nach Franz Schrader                                                      |      | C |
| Campbieil • katalanisch Pic Campbieil                                                                                | Frankreich, Hautes-Pyrénées                                                                       | 42.792222222222 0.11944444444444   | 3173 | • Erstbesteigung: 1848                                                                                               |      | C |
| Pic de la cascade oriental                                                                                           | Frankreich, Hautes-Pyrénées Spanien, Aragonien, Provinz Huesca                                    |                                    | 3161 | |      |   |
| Pic Badet | Frankreich, Hautes-Pyrénées 0Massif du Néouvielle                                                 | 42.798333333333 0.10361111111111   | 3160 | |      |   |
| Pic des Bessons Ravier                                                                                               | Spanien                                                                                           |                                    | 3160 | |      |   |
| Grand Pic de Tapou • katalanisch Grand Tapou • baskisch Grand Tapou Tontorra                                         | Frankreich, Hautes-Pyrénées Spanien, Aragonien, Provinz Huesca, Torla-Ordesa 0Massif du Vignemale | 42.7625 0.13583333333333           | 3150 | |      | C |
| Balaitús • französisch Pic du Balaïtous • aragonesisch Pico Os Moros                                                 | Frankreich, Hautes-Pyrénées Spanien, Aragonien, Provinz Huesca, Alto Gállego                      | 42.838611111111 -0.29              | 3144 | • Erstbesteigung: 8. August 1825                                                                                     |      | C |
| Pic du Taillon • spanisch Pico Taillón                                                                               | Frankreich, Hautes-Pyrénées Spanien, Aragonien, Provinz Huesca                                    | 42.693611111111 0.051388888888889  | 3144 | • Erstbesteigung: 1792                                                                                               |      | C |
| Pica d’Estats • franz. Pique d’Estats oder Pic d’Estats                                                              | Frankreich, Ariège Spanien, Katalonien, Comarca Pallars Sobirà                                    | 42.666666666667 1.3833333333333    | 3143 | • höchster Berg Kataloniens • Erstbesteigung (dok.): 1864                                                            |      | C |
| Punta del Sabre | Spanien                                                                                           |                                    | 3136 | |      |   |
| Diente de Alba | Spanien                                                                                           |                                    | 3136 | |      |   |
| Pic de la Munia • spanisch Era Munia                                                                                 | Frankreich, Hautes-Pyrénées Spanien, Aragonien, Provinz Huesca                                    | 42.712777777778 0.13277777777778   | 3133 | • Erstbesteigung: 1864                                                                                               |      | C |
| Pointe de Literole • baskisch Lliterola Tontorra • katalanisch Punta de Lliterola                                    | Frankreich, Hautes-Pyrénées, Bagnères-de-Luchon Spanien, Aragonien, Provinz Huesca                | 42.698611111111 0.52277777777778   | 3132 | • Erstbesteigung: 30. Juli 1879, 0durch Henry Russell und Célestin Passet                                            |      | C |
| Pic du Milieu • baskisch Erdiko Tontorra • katalanisch Pic del Mig                                                   | Frankreich, Hautes-Pyrénées Spanien, Aragonien, Provinz Huesca 0Massif de Vignemale               | 42.761666666667 0.13638888888889   | 3130 | • Erstbesteigung: 1. August 1883                                                                                     |      | C |
| Pic de Gourgs Blancs • baskisch Gourgs Blancs Tontorra                                                               | Frankreich, Hautes-Pyrénées Spanien, Aragonien, Provinz Huesca                                    | 42.699166666667 0.47777777777778   | 3129 | |      | C |
| Pic de Verdaguer • spanisch Pico Verdaguer • kat./bask. Pic Verdaguer                                                | Frankreich, Département Ariège Spanien, Provinz Lleida, Pallars Sobirà 0Massif du Montcalm        | 42.668055555556 1.3969444444444    | 3129 | |      |   |
| Pic dels Veteranos • auch Gemelo Nord • baskisch Beternaoen Tontorra                                                 | Spanien, Aragonien, Provinz Huesca                                                                | 42.665 0.4375                      | 3125 | |      |   |
| (Pic de) Pavots • auch Tucón Royo                                                                                    | Spanien, Aragonien, Provinz Huesca                                                                | 42.640555555556 0.42361111111111   | 3121 | |      |   |
| Pic (de) Royo • baskisch Royo Tontorra                                                                               | Frankreich, Hautes-Pyrénées Spanien, Aragonien, Provinz Huesca, Benasque                          | 42.6975 0.52111111111111           | 3121 | |      | C |
| Pointe Ledormeur | Frankreich Spanien                                                                                |                                    | 3120 | |      |   |
| Pico de Alba | Spanien                                                                                           |                                    | 3118 | |      |   |
| Crabioules Oriental • katalanisch Pic Oriental de Crabioules • baskisch Crabioules Ekialdea                          | Frankreich, Hautes-Pyrénées Spanien, Aragonien, Provinz Huesca, Benasque                          | 42.702222222222 0.53               | 3116 | |      | C |
| Seil Dera Baquo • baskisch Seil Dera Baquo Tontor Handia                                                             | Frankreich, Hautes-Pyrénées Spanien, Aragonien, Huesca, Benasque                                  | 42.7 0.5                           | 3110 | |      | C |
| Pic de Maupas | Frankreich, Hautes-Pyrénées Spanien, Aragonien, Huesca                                            | 42.701111111111 0.54555555555556   | 3109 | |      | C |
| Pic Lézat • baskisch Lézat Tontorra                                                                                  | Frankreich, Haute-Garonne                                                                         | 42.706944444444 0.51638888888889   | 3107 | • Erstbesteigung: 1852                                                                                               |      | C |
| Pic Brulle auch Pic de la cascade central • baskisch Ur-jauziaren Erdiko Tontorra                                    | Frankreich, Hautes-Pyrénées Spanien, Aragonien, Huesca                                            | 42.688888888889 0.0047222222222222 | 3106 | • benannt nach Henri Brulle                                                                                          |      |   |
| Crabioules Occidental                                                                                                | Frankreich Spanien                                                                                |                                    | 3106 | |      |   |
| Punta Gabarro • katalanisch Punta de Gabarró                                                                         | Frankreich, Ariège Spanien, Katalonien, Lleida, Pallars Sobirà                                    | 42.668033055556 1.396875           | 3105 | • Teil des Nationalparks „Alt Pirineu“                                                                               |      |   |
| Pic de la cascade Occidental • bas. Ur-jauziaren Mendebaldeko Tontorra                                               | Frankreich, Hautes-Pyrénées Spanien, Aragonien, Huesca                                            | 42.686666666667 0.0022222222222222 | 3095 | • Erstbesteigung: 1877 0durch Henry Russell und Célestin Passet                                                      |      | C |
| Pic de Néouvielle auch Pic d'Aubert • baskisch Néouvielle Tontorra • katalanisch Pic de Nhèuvièlha                   | Frankreich, Okzitanien, Hautes-Pyrénées 0Massif du Néouvielle                                     | 42.835555555556 0.115              | 3091 | • Erstbesteigung: 10. Juli 1847                                                                                      |      | C |
| Pic de Serre Mourène • spanisch Pico Sierra Morena • aragonesisch Punta de las Loseras                               | Frankreich, Okzitanien, Hautes-Pyrénées Spanien, Aragonien, Huesca 0Massif de la Munia            | 42.721111111111 0.13527777777778   | 3090 | |      | C |
| Pic de Troumouse • aragonesisch Punta de Tormoseta                                                                   | Frankreich, Okzitanien, Hautes-Pyrénées Spanien, Aragonien, Huesca 0Massif de la Munia            | 42.722777777778 0.13666666666667   | 3085 | |      | C |
| Diente de Llardana • baskisch Llardanako Hortza                                                                      | Spanien, Aragonien, Huesca, Sahún                                                                 |                                    | 3085 | |      | C |
| Infierno Central • baskisch Erdiko Infierno • aragonesisch Picos d'o Infierno                                        | Spanien, Aragonien, Huesca, Sallent de Gállego                                                    | 42.781666666667 0.26055555555556   | 3083 | |      | C |
| Pico de Bardamina | Spanien                                                                                           |                                    | 3079 | |      |   |
| Pic de la Paul | Spanien                                                                                           |                                    | 3078 | |      |   |
| Pic de Montcalm • auch Toit de l'Ariège                                                                              | Frankreich, Ariège 0Montcalm-Massiv                                                               | 42.672222222222 1.4063888888889    | 3078 | • höchster Berg des Dép. Ariège • Erstbesteigung: 18. Juli 1807                                                      |      | C |
| Picos del Infierno oriental                                                                                          | Spanien                                                                                           |                                    | 3076 | |      |   |
| Pic Maou | Frankreich, Hautes-Pyrénées 0Massif du Néouvielle                                                 | 42.793888888889 0.10555555555556   | 3074 | |      | C |
| Infierno occidental • aragonesisch Punda Garmo Blanco • baskisch Mendebaldeko Infierno                               | Spanien, Aragonien, Huesca, Sallent de Gállego 0Massis de Infiernos-Argualas                      | 42.783333333333 0.26444444444444   | 3073 | |      | C |
| Épaule du Marboré • spanisch Hombro del Marboré • katalanisch Espatlla de Marboré • baskisch Marboré Atzealdea       | Frankreich, Hautes-Pyrénées Spanien, Aragonien, Huesca 0Massif du Mont-Perdu                      | 42.685277777778 0                  | 3073 | • Lage: direkt auf dem Nullmeridian • Erstbesteigung: 12. August 1891                                                |      | C |
| Pic du Port de Sullo • spanisch Pico de Sotllo                                                                       | Frankreich, Ariège Spanien, Katalonien, Lleida, Pallars Sobirà 0Massif du Montcalm                | 42.668611111111 1.3875             | 3072 | |      |   |
| Frondella NE | Spanien                                                                                           |                                    | 3071 | |      |   |
| Grand Astazou auch Astazou Oriental • baskisch Astazu Ekialdea                                                       | Frankreich, Hautes-Pyrénées Spanien, Aragonien, Huesca 0Massif du Mont-Perdu                      | 42.702777777778 0.023611111111111  | 3071 | |      | C |
| Pic(o) de Vallibierna                                                                                                | Spanien, Aragonien, Huesca 0Massif de la Maladeta                                                 | 42.594930555556 0.65503888888889   | 3067 | |      | C |
| Pic Jean Arlaud | Frankreich Spanien                                                                                |                                    | 3065 | |      |   |
| Pic de Spijeoles | Frankreich, Haute-Garonne/Hautes-Pyrénées                                                         | 42.710833333333 0.48472222222222   | 3065 | • Erstbesteigung: 30. Juni 1880                                                                                      |      | C |
| Tuca de Culebras | Spanien, Aragonien, Huesca                                                                        | 42.593888888889 0.65138888888889   | 3062 | |      | C |
| Grand Quayrat | Frankreich, Haute-Garonne, Oô                                                                     | 42.713333333333 0.515              | 3060 | • Erstbesteigung: 1789                                                                                               |      | C |
| Pic Maubic | Frankreich, Hautes-Pyrénées 0Massif du Néouvielle                                                 | 42.803333333333 0.10333333333333   | 3058 | |      | C |
| Pic Marcos Feliu | Frankreich Spanien                                                                                |                                    | 3057 | |      |   |
| Grand Eriste | Spanien                                                                                           |                                    | 3056 | |      |   |
| Garmo negro | Spanien                                                                                           |                                    | 3051 | |      |   |
| Pic du Portillon d'Oô                                                                                                | Frankreich Spanien                                                                                |                                    | 3050 | |      |   |
| Pico Argualas • aragonesisch Punda de ras Argualas                                                                   | Spanien, Aragonien, Huesca, Panticosa                                                             | 42.766111111111 0.26694444444444   | 3046 | |      | C |
| Mallo Tormosa | Spanien                                                                                           |                                    | 3045 | |      |   |
| Eriste S | Spanien                                                                                           |                                    | 3045 | |      |   |
| Pic Camboue | Frankreich, Hautes-Pyrénées                                                                       | 42.702777777778 0.47138888888889   | 3043 | |      |   |
| Pic des Trois Conseillers • katalanisch Tres Conselhèrs                                                              | Frankreich, Hautes-Pyrénées 0Massif du Néouvielle                                                 | 42.831388888889 0.11277777777778   | 3039 | |      | C |
| Pico Aragüells | Spanien, Aragonien, Huesca 0Massif de la Maladeta                                                 |                                    | 3037 | |      |   |
| Algas | Spanien                                                                                           |                                    | 3036 | |      |   |
| Turon de Néouvielle • katalanisch Turon de Nhèuvièlha                                                                | Frankreich, Okzitanien, Hautes-Pyrénées 0Massif du Néouvielle                                     | 42.828055555556 0.1075             | 3035 | • Erstbesteigung: 2. August 1797                                                                                     |      |   |
| Gabietou occidental                                                                                                  | Spanien                                                                                           |                                    | 3034 | |      |   |
| Punta Batoua auch Punta Culfreda                                                                                     | Frankreich Spanien                                                                                |                                    | 3034 | |      |   |
| Pic Gourdon | Frankreich                                                                                        |                                    | 3034 | |      |   |
| Petit Vignemale • katalanisch Petit Vinyamala                                                                        | Frankreich, Okzitanien, Hautes-Pyrénées 0Massif du Vignemale                                      | 42.774722222222 0.13472222222222   | 3032 | • Erstbesteigung: August 1798                                                                                        |      | C |
| Gabietou oriental | Frankreich Spanien                                                                                |                                    | 3031 | |      |   |
| Pic de Bugarret | Frankreich, Okzitanien, Hautes-Pyrénées 0Massif du Néouvielle                                     | 42.801111111111 0.091388888888889  | 3031 | • Erstbesteigung: 1890                                                                                               |      |   |
| Pic de l'Abeille | Frankreich Spanien                                                                                |                                    | 3029 | |      |   |
| Comaloforno • katalanisch Pic de Comaloforno                                                                         | Spanien, Katalonien, Lleida, Vall de Boí 0Massís del Besiberri                                    | 42.591388888889 0.82777777777778   | 3029 | • Erstbesteigung: 25. Juli 1882 • Teil des Nationalparks Aigüestortes i Estany de Sant Maurici                       |      | C |
| Baudrimont SE | Spanien                                                                                           |                                    | 3026 | |      |   |
| Pic Beraldi | Spanien                                                                                           |                                    | 3025 | |      |   |
| Pic de la Pez | Frankreich Spanien                                                                                |                                    | 3024 | |      |   |
| Pic de Lustou | Frankreich, Okzitanien, Hautes-Pyrénées                                                           | 42.735 0.36                        | 3023 | • Erstbesteigung: 1864                                                                                               |      |   |
| Besiberri Sud | Spanien                                                                                           |                                    | 3023 | |      |   |
| Pic Heid • baskisch Heid Tontorra                                                                                    | Frankreich, Okzitanien, Hautes-Pyrénées                                                           | 42.728333333333 0.13527777777778   | 3022 | • benannt nach Maurice Heid (1881–1957)                                                                              |      | C |
| Pic de Crabounouse • baskisch Pale Crabounnouse • katalanisch Pala Crabonosa                                         | Frankreich, Okzitanien, Hautes-Pyrénées 0Massif du Néouvielle                                     | 42.803055555556 0.088055555555556  | 3021 | • Erstbesteigung: 1890                                                                                               |      |   |
| Pic de Clarabide | Frankreich Spanien                                                                                |                                    | 3020 | |      |   |
| Pic du Port de la Pez                                                                                                | Frankreich Spanien                                                                                |                                    | 3018 | |      |   |
| Dent d'Estibère Male                                                                                                 | Frankreich, Okzitanien, Hautes-Pyrénées 0Massif du Néouvielle                                     | 42.800833333333 0.094166666666667  | 3017 | |      |   |
| Punta Alta de Comalesbienes                                                                                          | Spanien, Katalonien                                                                               | 42.585697222222 0.88030833333333   | 3014 | |      |   |
| Astazou occidental                                                                                                   | Frankreich Spanien                                                                                |                                    | 3012 | |      |   |
| Pic Ramougn • katalanisch Ramonh                                                                                     | Frankreich, Okzitanien, Hautes-Pyrénées 0Massif du Néouvielle                                     | 42.835 0.12                        | 3011 | |      | C |
| Pic de Gias • baskisch Gías Tontorra                                                                                 | Spanien, Aragonien, Huesca, Ribagorza, Benasque 0Massís de Perdiguero                             | 42.693055555556 0.47027777777778   | 3011 | |      |   |
| Pico Mulleres • baskisch Tuc de Molières                                                                             | Spanien, Aragonien, Huesca/Lleida                                                                 | 42.629444444444 0.69861111111111   | 3010 | |      | C |
| Tour du Marboré • spanisch Pico Torre de Marboré • aragonesisch Punda de ro Faixón • baskisch Marboré Dorrea         | Frankreich, Okzitanien, Hautes-Pyrénées Spanien, Aragonien, Huesca 0Massif du Mont-Perdu          | 42.685555555556 0.017222222222222  | 3009 | |      | C |
| Pic Belloc • baskisch Belloc Tontorra                                                                                | Frankreich, Haute-Garonne/Hautes-Pyrénées                                                         | 42.713611111111 0.48               | 3008 | |      | C |
| Besiberri Nord | Spanien                                                                                           |                                    | 3008 | |      |   |
| Forgueta | Spanien                                                                                           |                                    | 3007 | |      |   |
| Arnales | Spanien                                                                                           |                                    | 3006 | |      |   |
| Casque du Marboré • spanisch Pico Casco de Marboré • aragonesisch Punda de ro Corral Ciego • baskisch Marboré Kaskoa | Frankreich, Okzitanien Spanien, Aragonien                                                         | 42.688055555556 0.026666666666667  | 3006 | |      | C |
| Pic d'Estaragne | Frankreich, Okzitanien, Hautes-Pyrénées 0Massif du Néouvielle                                     | 42.797222222222 0.12944444444444   | 3006 | |      | C |
| Pic de Boum | Frankreich Spanien                                                                                |                                    | 3006 | |      |   |
| Grande Fache • spanisch Pico Gran Facha • aragonesisch Punda de ra Faixa • katalanisch Cúspide de Bachimanya         | Frankreich, Okzitanien, Hautes-Pyrénées Spanien, Aragonien, Huesca, Sallent de Gállego            | 42.808611111111 0.23777777777778   | 3005 | • Erstbesteigung: August 1874                                                                                        |      | C |
| Pic de la Robiñera • aragonesisch Pico de Rubinyera • katalanisch Robinyera                                          | Spanien, Aragonien, Huesca                                                                        | 42.7025 0.1325                     | 3003 | |      | C |
| Pic de Saint Saud | Frankreich                                                                                        |                                    | 3003 | |      |   |
| Punta de las Olas • baskisch Las Olas Tontorra                                                                       | Spanien, Aragonien, Huesca 0Massif du Mont-Perdu                                                  | 42.826944444444 0.054722222222222  | 3002 | |      |   |
| Frondella SW • auch Frondella Occidental                                                                             | Spanien, Aragonien, Huesca, Sallent de Gállego 0Massis de Balaitús                                | 42.828611111111 0.29694444444444   | 3001 | • Erstbesteigung: 1906 durch Louis Robach                                                                            |      | C |

### 2000 Meter und höher (Auswahl)
Erklärung: Lage =  Andorra/Parròquia,  Frankreich/Region/Département/Gemeinde,  Spanien/Autonome Gemeinschaft/Provinz/Gemeinde; Höhe in Meter über dem Meeresspiegel; K = Koordinaten, Klick auf das Symbol öffnet die Kartenauswahl; E = Ergänzungen: Referenzen, C = Link zu den Commons
| Name | Lage                                                                                     | K                                 | Höhe | Bemerkungen                                                                    | Foto | E     |
| --- | ---------------------------------------------------------------------------------------- | --------------------------------- | ---- | ------------------------------------------------------------------------------ | ---- | ----- |
| Pic Celestin Passet | Spanien                                                                                  |                                   | 2998 |                                                                                |      |       |
| Besiberri del Mig S • katalanisch Besiberri Medio                                                                                  | Spanien, Katalonien, Comarca Alta Ribagorça                                              | 42.599722222222 0.82472222222222  | 2996 | • Teil des Nationalparks 0„Aigüestortes i Estany de Sant Maurici“              |      | C     |
| Besiberri del Mig N • katalanisch Besiberri Medio                                                                                  | Spanien, Katalonien, Comarca Alta Ribagorça                                              | 42.599722222222 0.82472222222222  | 2995 | • Teil des Nationalparks 0„Aigüestortes i Estany de Sant Maurici“              |      | C     |
| Alt de Comapedrosa • französisch Pic de Coma Pedrosa                                                                               | Andorra                                                                                  | 42.591666666667 1.4436111111111   | 2944 | • höchster Berg Andorras                                                       |      | C     |
| Pic de Médécourbe | Andorra, La Massana Frankreich, Ariège, Auzat Spanien, Katalonien, Pallars Sobirà, Alins | 42.601944444444 1.4422222222222   | 2914 | • Lage: westliches „Dreiländereck 0Andorra/Frankreich/Spanien“                 |      | [ 2 ] |
| Puigmal • auch Puigmal d’Er oder • coma de vaca (‚Kuhhügel‘)                                                                       | Frankreich, Okzitanien Spanien, Katalonien                                               | 42.383363888889 2.1167361111111   | 2913 |                                                                                |      | C     |
| Collarada | Spanien, Aragonien, Provinz Huesca, Villanúa                                             | 42.673888888889 -0.5              | 2886 | • höchster Berg der Comarca Jacetania                                          |      | C     |
| Pic du Midi (de Bigorre) • Spitze des Südens                                                                                       | Frankreich, Département Hautes-Pyrénées                                                  | 42.936388888889 0.14277777777778  | 2877 | • Observatorium Midi-Pyrénées • Sendestation • Erstbesteigung: 16. Jahrhundert |      | C     |
| Pic de Noufonts | Frankreich, Département Pyrénées-Orientales Spanien, Katalonien, Comarca Ripollès        | 42.424844444444 2.1674833333333   | 2861 |                                                                                |      |       |
| Puigmal de Segre | Frankreich, Okzitanien Spanien, Katalonien                                               | 42.396836111111 2.1167361111111   | 2843 |                                                                                |      |       |
| Pic de Finestrelles | Spanien, Katalonien                                                                      |                                   | 2826 |                                                                                |      |       |
| Pic de Noucreus | Frankreich, Département Pyrénées-Orientales Spanien, Katalonien, Comarca Ripollès        | 42.419452777778 2.1842488888889   | 2799 |                                                                                |      |       |
| Pic d’Eina | Frankreich Spanien, Katalonien                                                           | 42.423611111111 2.1569444444444   | 2789 |                                                                                |      |       |
| Pic du Canigou • katalanisch Pic del Canigó                                                                                        | Frankreich, Département Pyrénées-Orientales                                              | 42.516666666667 2.4602777777778   | 2785 |                                                                                |      | C     |
| Torreneules | Spanien, Katalonien, Queralbs                                                            | 42.3908164 2.196244               | 2713 |                                                                                |      |       |
| Bisaurín • baskisch Bixaurín | Spanien, Aragonien, Provinz Huesca, Jacetania                                            | 42.788611111111 -0.64             | 2670 |                                                                                |      | C     |
| Pic del Port Vell | Andorra, La Massana, Arinsal Spanien, Katalonien, Alins                                  | 42.568888888889 1.4452777777778   | 2655 |                                                                                |      |       |
| Pic Blanc | Andorra                                                                                  | 42.534722222222 1.7169444444444   | 2650 |                                                                                |      |       |
| Pico de Aspe • aragonesisch Punta Esper                                                                                            | Spanien, Aragonien, Provinz Huesca, Jacetania                                            | 42.763333333333 -0.56583333333333 | 2645 |                                                                                |      | C     |
| Pic dels Aspres | Andorra, La Massana                                                                      | 42.579166666667 1.4513888888889   | 2562 |                                                                                |      |       |
| Pic d’Anie • baskisch Auñamendi • veraltet auch Ahuñemendi                                                                         | Frankreich, Département Pyrénées-Atlantiques                                             | 42.945 -0.72111111111111          | 2507 | • westlichster Pyrenäengipfel > 2.500 m • Erstbesteigung: 1786                 |      | C     |
| Pic de la Pala | Spanien, Katalonien, Comarca Ripollès                                                    | 42.400319444444 2.1690333333333   | 2475 |                                                                                |      |       |
| Pic de Costabonne • katalanisch Pic de Costabona                                                                                   | Frankreich, Département Pyrénées-Orientales Spanien, Provinz Girona, Comarca Ripollès    | 42.416944444444 2.3438888888889   | 2465 |                                                                                |      | C     |
| Hiru Erregeen Mahaia • spanisch Mesa de los Tres Reyes • französisch Table des Trois Rois • in baskischer Mundart Iror Errege Maia | Frankreich, Département Pyrénées-Atlantiques, Béarn Spanien, Aragonien und Navarra       | 42.920277777778 -0.74277777777778 | 2424 | • höchster Berg in der Navarra                                                 |      | C     |
| Bony de la pica | Andorra Spanien, Katalonien                                                              | 42.50477 1.46105                  | 2402 |                                                                                |      |       |
| Pic d'Enclar | Andorra Spanien, Katalonien                                                              | 42.504444444444 1.4602777777778   | 2383 |                                                                                |      |       |
| Orhi, auch Ori • französisch Pic d’Orhy                                                                                            | Frankreich, Département Pyrénées-Atlantiques, Soule Spanien, Navarra                     | 42.988777777778 -1.0065277777778  | 2017 | • höchster Berg, der ganz im Baskenland liegt                                  |      | C     |

### 1000 Meter und höher (Auswahl)
Erklärung: Lage =  Andorra/Parròquia,  Frankreich/Region/Département/Gemeinde,  Spanien/Autonome Gemeinschaft/Provinz/Gemeinde; Höhe in Meter über dem Meeresspiegel; K = Koordinaten, Klick auf das Symbol öffnet die Kartenauswahl; E = Ergänzungen: Referenzen, C = Link zu den Commons
| Name                                                                  | Lage                                                                                   | K                                | Höhe | Bemerkungen                           | Foto | E |
| --------------------------------------------------------------------- | -------------------------------------------------------------------------------------- | -------------------------------- | ---- | ------------------------------------- | ---- | - |
| Puig de Fontnegra • spanisch Pic de Fontnegra                         | Spanien, Katalonien                                                                    | 42.403416 2.181941               | 1728 |                                       |      |   |
| Astobizkar                                                            | Spanien, Navarra                                                                       | 43.035555555556 -1.2961111111111 | 1506 |                                       |      |   |
| Puig Neulós • französisch Pic du Néoulous                             | Frankreich, Département Pyrénées-Orientales Spanien, Provinz Girona, Serra de l’Albera | 42.481944444444 2.9469444444444  | 1256 | • höchster Berg der Serra de l’Albera |      | C |
| Pic de Bugarach • auch Pech de Bugarach • okzitanisch Puèg de Bugarag | Frankreich, Département Aude; Corbières                                                | 42.863611111111 2.3791666666667  | 1230 | • höchste Erhebung der Corbières      |      | C |

### Unter 1000 Meter (Auswahl)
Erklärung: Lage =  Andorra/Parròquia,  Frankreich/Region/Département/Gemeinde,  Spanien/Autonome Gemeinschaft/Provinz/Gemeinde; Höhe in Meter über dem Meeresspiegel; K = Koordinaten, Klick auf das Symbol öffnet die Kartenauswahl; E = Ergänzungen: Referenzen, C = Link zu den Commons
| Name                                         | Lage                                                                | K                                | Höhe | Bemerkungen                                                       | Foto | E |
| -------------------------------------------- | ------------------------------------------------------------------- | -------------------------------- | ---- | ----------------------------------------------------------------- | ---- | - |
| La Rhune • baskisch Larhun • spanisch Larrún | Frankreich, Nouvelle-Aquitaine, Département Pyrénées-Orientales     | Welt-Icon                        | 900  | • westlichster markanter Berggipfel der südfranzösischen Pyrenäen |      | C |
| Adarra • baskisch Adarramendi                | Spanien, Baskenland, Gipuzkoa                                       | 43.207161111111 -1.9621944444444 | 811  |                                                                   |      | C |
| Força Réal • katalanisch Mont Ner            | Frankreich, Département Pyrénées-Orientales, bei Millas und Montner | 42.727222222222 2.7002777777778  | 507  |                                                                   |      | C |